# Humbert de Coligny
 (décembre 2018).
Pour les articles homonymes, voir Humbert.
Pour les autres membres de la famille, voir Maison de Coligny.
Humbert de Coligny, seigneur de Coligny et du Revermont, fut l'un des premiers seigneurs de la maison de Coligny.
Il est le fils de Manassès (V), seigneur de Cologny, marié en 1086 à Adélaïde de Savoie-Maurienne, fille du comte Amédée II de Savoie-Maurienne. Il est ainsi le neveu du côté de sa mère du comte Humbert III de Savoie, dont il porte le nom.
Il approuva la confirmation consentie par sa mère, en l’an 1090, des donations jadis faites par son père Manassès au prieuré de Nantua. Vers 1090, il donna à l’abbaye d’Ambronay une grande étendue de terrain dans le territoire de Leyment. En 1107, il fut présent, avec Ponce de Cuiseaux et Fromond de Dramelay, à une donation faite à Cluny par Guillaume comte de Mâcon. En 1116, il donna aux religieux de la chartreuse de Portes, tout ce qu’il possédait dans le territoire de Portes.
En 1131, il fit construire l’abbaye du Miroir, ordre de Cîteaux, du consentement de sa femme et de ses fils Guerric, Guillaume et Humbert, et donna aux religieux toute la terre qu’il possédait en ce lieu ainsi que le bois contigu nommé Bili; il leur donna de plus le droit de pacage de par toute sa terre, l’usage de ses forêts, une terre près de Gisia, ainsi que la terre de Lésigna et une colonge à Noms. 
Il fit de plus des dons au prieuré de Grand-Bois, sis à Marboz.
Peut-être participa-t-il à la deuxième croisade (1147).